# トンバリ州
トンバリ州（トンバリしゅう、ポルトガル語: Tombali）は、ギニアビサウを構成する8つの州の1つである。州都はカチオ。

## 隣接州
- キナラ州
- バファタ州
- ガブ州
- ボケ州

## 下位行政区画

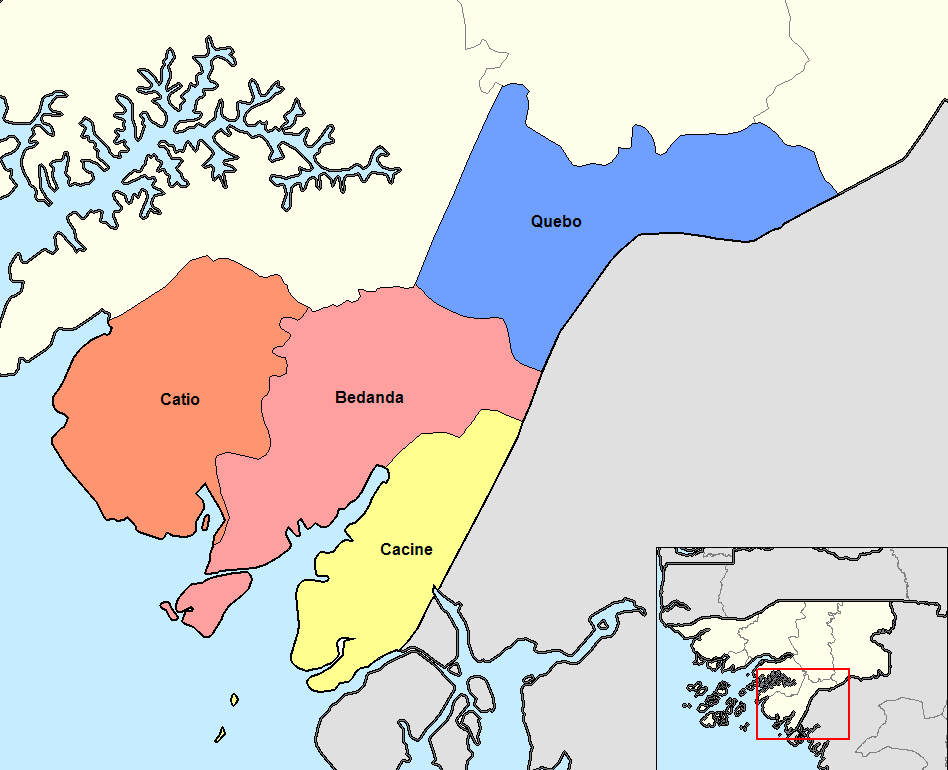
トンバリ州のセクター

- ベダンダ区 - 中心都市：ベダンダ
- カシーネ区 - 中心都市：カシーネ
- カチオ区 - 中心都市：カチオ
- Quebo (sector)
- Komo Como